# Challenger del Biobío
Il Challenger del Biobío è un torneo professionistico di tennis giocato sulla terra rossa, che fa parte dell'ATP Challenger Tour. Si disputa annualmente sui campi del Club de Campo Bellavista di Concepción in Cile dal 2022. L'evento è organizzato e finanziato in collaborazione dal governo e dalla Associazione tennistica della regione del Biobío e dalla Federazione tennistica cilena.

## Albo d'oro

### Singolare
| Anno | Campione                | Finalista     | Punteggio     |
| ---- | ----------------------- | ------------- | ------------- |
| 2023 | Non disputato           | Non disputato | Non disputato |
| 2022 | Tomás Martín Etcheverry | Hugo Dellien  | 6–3, 6–2      |

### Doppio
| Anno | Campioni                     | Finalisti                        | Punteggio     |
| ---- | ---------------------------- | -------------------------------- | ------------- |
| 2023 | Non disputato                | Non disputato                    | Non disputato |
| 2022 | Andrea Collarini Renzo Olivo | Diego Hidalgo Cristian Rodríguez | 6–4, 6–4      |